# Служба (залізниця)
Служба — структурний підрозділ на залізницях Укрзалізниці, також відповідні підрозділи є в метрополітенах України.
Служби присутні на залізницях структура яких побудована за російським імперським та радянським зразком, структурний підрозділ залізниці який відповідає за певний напрямок (колійне господарство, СЦБ, рух тощо).
У метрополітенах, де структура збігається з залізничною служба є структурним підрозділом метрополітену яка відповідає за певний напрямок роботи, та підпорядковується Дирекції метрополітену.

## Історія

### Російська імперія
На залізницях Російської імперії управлінням наряду з відділами підпорядковувалися профільні підрозділи, яки мали назву «служба». І які відповідали за певний напрямок роботи залізниці. Кількість та назва служб на різних залізницях була різна, до того ж в межах однієї залізниці могла з часом змінюватися.
На 1877 рік на Курсько-Харківсько-Азовської залізниці були служби: ремонту колії та будівель, рухомого складу та тяги, руху, телеграфу, палива.
На 1904 рік на Курсько-Харківсько-Севастопольській залізниці були служби: комерційна, матеріальна, руху (при вокзалі), зборів, телеграфу, ремонту колій та будівель, рухомого складу та тяги. Управлінню Харківсько-Миколаївської залізниці підпорядковувалися служби: колій та будівель, руху, рухомого складу та тяги, матеріальна, зборів.
На 1917 рік, на Південних казенних залізницях були служби: матеріальна, комерційна, зборів, колії, тяги, руху. Управлінню Північно-Донецької залізниці крім відділів підпорядковувалися служби: експлуатації, колії, рухомого складу та тяги, матеріальна.
Керівником служби був — начальник служби, який мав помічників (чи помічника).

### СРСР
У 20-х роках XX століття в СРСР (до цього РРФСР) керівництва дорогами здійснювали правління чи управління (на дорогах де було присутнє правління, управління було його технічним органом). Управління доріг (де було правління), поділялося на служби: експлуатації, тяги, колії, зв'язку та електротехніки. На дорогах де правління було відсутнє, до цього додавалися служби: адміністративна, комерційна, зборів, розрахунково-фінансова, господарсько-матеріальна. Усі служби були зорганізовані за єдиним зразком, та поділялися на частини, які, своєю чергою, на діловодства. Лінійними органами служб були, відділки руху та експлуатації, а також дільниці колії, тяги, зв'язку та електротехніки, а також околодки колії. Керівником служби був, начальник служби, який підпорядковувався начальнику дороги, та мав одного чи декілька помічників.
1 грудня 1925 року було введене нове Положення про правління залізниць, яким скасовувалися управління на залізницях, а правління (де їх не було) засновуються. Служби управлінь, було перейменовано на відділи правлінь.
У 1930-х роках управління були відновлені, а самі управління знову поділялися на служби.
Наказом № 711Ц від 13 вересня 1943 року для працівників залізничного транспорту (НКШС) ввелися персональні звання, а також вводилися нові знаки розрізнення. Петлиці зникли, а знаки розрізнення почали розміщуватися на погонах. До звання додавалося уточнення згідно зі службою в якій працював працівник: руху, тяги, шляхів та будівництва, сигналізації та зв'язку, адміністративної служби. На погонах розміщувалися емблеми згідно зі службою.
12 червня 1954 року було видано Указ Президії Верховної Ради СРСР «Про скасування персональних звань і відзнак для працівників цивільних міністерств і відомств».

### Україна
При розпаді СРСР, утворюється Міністерство транспорту України, Кабінет Міністрів України 14 грудня 1991 року видав постанову «Про створення Державної адміністрації залізничного транспорту України».
До складу залізниці (однієї з регіональних філій Укрзалізниці), входять служби: адміністративна, перевезень, комерційної роботи та маркетингу, локомотивного господарства, вагонного господарства, колії, управління майновими і земельними ресурсами, електропостачання, сигналізації та зв'язку, капітальних вкладень, кадрової та соціальної політики, юридична, статистики, організації та проведення закупівель, організації праці, заробітної плати і структур управління, воєнізованої охорони, реформування та розвитку систем управління, приміських пасажирських перевезень. Служби за напрямками поділяються на дистанції, які в свою чергу на дільниці.

## Метрополітени
У 1935 році з'являється перший Московський метрополітен, перший в СРСР. У 1960 році з'являється третій в СРСР та першій в радянській Україні Київський метрополітен. Зразком для побудови структуру метрополітену, а також постачальником первісних кадрів стала залізниця. Кадри для Харківського метрополітену (1975) надавала Південна залізниця.
За аналогією з залізницею, у метрополітенах України (Харківський, Київський) служби є структурними підрозділами які підпорядковуються управлінню і свою чергу поділяються на дистанції.

## Знаки розрізнення начальника служби

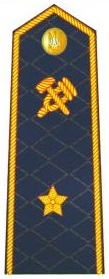
Знаки розрізнення начальника служби Укрзалізниці

В Укрзалізниці старший та вищий начальницький склад, а також деякі шари працівників інших складів (машиністи, провідники та інші) одягненні у формений одяг з посадовими знаками розрізнення. Начальник служби Укрзалізниці та Київського метрополітену відносяться до вищого начальницького складу, та використовує погони з зигзагом та однією зіркою (схожі на погони генерал-майора).
Начальник служби Харківського метрополітену відноситься до старшого начальницького складу, та використовує погони з двома просвітами та трьома зірками («полковницькі погони», як у директора-полковника 1943—1954 років).